# MON-100
MON-100 (ros. МОН-100) – odłamkowa mina przeciwpiechotna o działaniu kierunkowym produkcji radzieckiej. Pod koniec lat 60. wprowadzona na uzbrojenie Wojska Polskiego.
Mina MON-100 ma kształt płaskiego dysku. Wewnątrz korpusu znajduje się warstwa 400 prefabrykowanych odłamków mających postać walców o  wysokości i średnicy 10 mm. Za warstwą odłamków znajduje się materiał wybuchowy. Pośrodku dysku znajduje się gniazdo zapalnika. Używane są zapalniki MUW-2 (odciągowy) i ERG (elektryczny).